# 1384
Portal Geschichte | Portal Biografien | Aktuelle Ereignisse | Jahreskalender | Tagesartikel

◄ |
13. Jahrhundert |
14. Jahrhundert
| 15. Jahrhundert | ►

◄ |
1350er |
1360er |
1370er |
1380er
| 1390er | 1400er | 1410er | ►

◄◄ |
◄ |
1380 |
1381 |
1382 |
1383 |
1384
| 1385 | 1386 | 1387 | 1388 | ► | ►►
Staatsoberhäupter  · Nekrolog
| Januar | Januar | Januar | Januar | Januar | Januar | Januar | Januar |
| Kw     | Mo     | Di     | Mi     | Do     | Fr     | Sa     | So     |
| ------ | ------ | ------ | ------ | ------ | ------ | ------ | ------ |
| 53     |        |        |        |        | 1      | 2      | 3      |
| 1      | 4      | 5      | 6      | 7      | 8      | 9      | 10     |
| 2      | 11     | 12     | 13     | 14     | 15     | 16     | 17     |
| 3      | 18     | 19     | 20     | 21     | 22     | 23     | 24     |
| 4      | 25     | 26     | 27     | 28     | 29     | 30     | 31     |

| Februar | Februar | Februar | Februar | Februar | Februar | Februar | Februar |
| Kw      | Mo      | Di      | Mi      | Do      | Fr      | Sa      | So      |
| ------- | ------- | ------- | ------- | ------- | ------- | ------- | ------- |
| 5       | 1       | 2       | 3       | 4       | 5       | 6       | 7       |
| 6       | 8       | 9       | 10      | 11      | 12      | 13      | 14      |
| 7       | 15      | 16      | 17      | 18      | 19      | 20      | 21      |
| 8       | 22      | 23      | 24      | 25      | 26      | 27      | 28      |
| 9       | 29      |         |         |         |         |         |         |

| März | März | März | März | März | März | März | März |
| Kw   | Mo   | Di   | Mi   | Do   | Fr   | Sa   | So   |
| ---- | ---- | ---- | ---- | ---- | ---- | ---- | ---- |
| 9    |      | 1    | 2    | 3    | 4    | 5    | 6    |
| 10   | 7    | 8    | 9    | 10   | 11   | 12   | 13   |
| 11   | 14   | 15   | 16   | 17   | 18   | 19   | 20   |
| 12   | 21   | 22   | 23   | 24   | 25   | 26   | 27   |
| 13   | 28   | 29   | 30   | 31   |      |      |      |

| April | April | April | April | April | April | April | April |
| Kw    | Mo    | Di    | Mi    | Do    | Fr    | Sa    | So    |
| ----- | ----- | ----- | ----- | ----- | ----- | ----- | ----- |
| 13    |       |       |       |       | 1     | 2     | 3     |
| 14    | 4     | 5     | 6     | 7     | 8     | 9     | 10    |
| 15    | 11    | 12    | 13    | 14    | 15    | 16    | 17    |
| 16    | 18    | 19    | 20    | 21    | 22    | 23    | 24    |
| 17    | 25    | 26    | 27    | 28    | 29    | 30    |       |

| Mai | Mai | Mai | Mai | Mai | Mai | Mai | Mai |
| Kw  | Mo  | Di  | Mi  | Do  | Fr  | Sa  | So  |
| --- | --- | --- | --- | --- | --- | --- | --- |
| 17  |     |     |     |     |     |     | 1   |
| 18  | 2   | 3   | 4   | 5   | 6   | 7   | 8   |
| 19  | 9   | 10  | 11  | 12  | 13  | 14  | 15  |
| 20  | 16  | 17  | 18  | 19  | 20  | 21  | 22  |
| 21  | 23  | 24  | 25  | 26  | 27  | 28  | 29  |
| 22  | 30  | 31  |     |     |     |     |     |

| Juni | Juni | Juni | Juni | Juni | Juni | Juni | Juni |
| Kw   | Mo   | Di   | Mi   | Do   | Fr   | Sa   | So   |
| ---- | ---- | ---- | ---- | ---- | ---- | ---- | ---- |
| 22   |      |      | 1    | 2    | 3    | 4    | 5    |
| 23   | 6    | 7    | 8    | 9    | 10   | 11   | 12   |
| 24   | 13   | 14   | 15   | 16   | 17   | 18   | 19   |
| 25   | 20   | 21   | 22   | 23   | 24   | 25   | 26   |
| 26   | 27   | 28   | 29   | 30   |      |      |      |

| Juli | Juli | Juli | Juli | Juli | Juli | Juli | Juli |
| Kw   | Mo   | Di   | Mi   | Do   | Fr   | Sa   | So   |
| ---- | ---- | ---- | ---- | ---- | ---- | ---- | ---- |
| 26   |      |      |      |      | 1    | 2    | 3    |
| 27   | 4    | 5    | 6    | 7    | 8    | 9    | 10   |
| 28   | 11   | 12   | 13   | 14   | 15   | 16   | 17   |
| 29   | 18   | 19   | 20   | 21   | 22   | 23   | 24   |
| 30   | 25   | 26   | 27   | 28   | 29   | 30   | 31   |

| August | August | August | August | August | August | August | August |
| Kw     | Mo     | Di     | Mi     | Do     | Fr     | Sa     | So     |
| ------ | ------ | ------ | ------ | ------ | ------ | ------ | ------ |
| 31     | 1      | 2      | 3      | 4      | 5      | 6      | 7      |
| 32     | 8      | 9      | 10     | 11     | 12     | 13     | 14     |
| 33     | 15     | 16     | 17     | 18     | 19     | 20     | 21     |
| 34     | 22     | 23     | 24     | 25     | 26     | 27     | 28     |
| 35     | 29     | 30     | 31     |        |        |        |        |

| September | September | September | September | September | September | September | September |
| Kw        | Mo        | Di        | Mi        | Do        | Fr        | Sa        | So        |
| --------- | --------- | --------- | --------- | --------- | --------- | --------- | --------- |
| 35        |           |           |           | 1         | 2         | 3         | 4         |
| 36        | 5         | 6         | 7         | 8         | 9         | 10        | 11        |
| 37        | 12        | 13        | 14        | 15        | 16        | 17        | 18        |
| 38        | 19        | 20        | 21        | 22        | 23        | 24        | 25        |
| 39        | 26        | 27        | 28        | 29        | 30        |           |           |

| Oktober | Oktober | Oktober | Oktober | Oktober | Oktober | Oktober | Oktober |
| Kw      | Mo      | Di      | Mi      | Do      | Fr      | Sa      | So      |
| ------- | ------- | ------- | ------- | ------- | ------- | ------- | ------- |
| 39      |         |         |         |         |         | 1       | 2       |
| 40      | 3       | 4       | 5       | 6       | 7       | 8       | 9       |
| 41      | 10      | 11      | 12      | 13      | 14      | 15      | 16      |
| 42      | 17      | 18      | 19      | 20      | 21      | 22      | 23      |
| 43      | 24      | 25      | 26      | 27      | 28      | 29      | 30      |
| 44      | 31      |         |         |         |         |         |         |

| November | November | November | November | November | November | November | November |
| Kw       | Mo       | Di       | Mi       | Do       | Fr       | Sa       | So       |
| -------- | -------- | -------- | -------- | -------- | -------- | -------- | -------- |
| 44       |          | 1        | 2        | 3        | 4        | 5        | 6        |
| 45       | 7        | 8        | 9        | 10       | 11       | 12       | 13       |
| 46       | 14       | 15       | 16       | 17       | 18       | 19       | 20       |
| 47       | 21       | 22       | 23       | 24       | 25       | 26       | 27       |
| 48       | 28       | 29       | 30       |          |          |          |          |

| Dezember | Dezember | Dezember | Dezember | Dezember | Dezember | Dezember | Dezember |
| Kw       | Mo       | Di       | Mi       | Do       | Fr       | Sa       | So       |
| -------- | -------- | -------- | -------- | -------- | -------- | -------- | -------- |
| 48       |          |          |          | 1        | 2        | 3        | 4        |
| 49       | 5        | 6        | 7        | 8        | 9        | 10       | 11       |
| 50       | 12       | 13       | 14       | 15       | 16       | 17       | 18       |
| 51       | 19       | 20       | 21       | 22       | 23       | 24       | 25       |
| 52       | 26       | 27       | 28       | 29       | 30       | 31       |          |

| Januar | Januar | Januar | Januar | Januar | Januar | Januar | Januar |
| Kw     | Mo     | Di     | Mi     | Do     | Fr     | Sa     | So     |
| ------ | ------ | ------ | ------ | ------ | ------ | ------ | ------ |
| 53     |        |        |        |        | 1      | 2      | 3      |
| 1      | 4      | 5      | 6      | 7      | 8      | 9      | 10     |
| 2      | 11     | 12     | 13     | 14     | 15     | 16     | 17     |
| 3      | 18     | 19     | 20     | 21     | 22     | 23     | 24     |
| 4      | 25     | 26     | 27     | 28     | 29     | 30     | 31     |

| Februar | Februar | Februar | Februar | Februar | Februar | Februar | Februar |
| Kw      | Mo      | Di      | Mi      | Do      | Fr      | Sa      | So      |
| ------- | ------- | ------- | ------- | ------- | ------- | ------- | ------- |
| 5       | 1       | 2       | 3       | 4       | 5       | 6       | 7       |
| 6       | 8       | 9       | 10      | 11      | 12      | 13      | 14      |
| 7       | 15      | 16      | 17      | 18      | 19      | 20      | 21      |
| 8       | 22      | 23      | 24      | 25      | 26      | 27      | 28      |
| 9       | 29      |         |         |         |         |         |         |

| März | März | März | März | März | März | März | März |
| Kw   | Mo   | Di   | Mi   | Do   | Fr   | Sa   | So   |
| ---- | ---- | ---- | ---- | ---- | ---- | ---- | ---- |
| 9    |      | 1    | 2    | 3    | 4    | 5    | 6    |
| 10   | 7    | 8    | 9    | 10   | 11   | 12   | 13   |
| 11   | 14   | 15   | 16   | 17   | 18   | 19   | 20   |
| 12   | 21   | 22   | 23   | 24   | 25   | 26   | 27   |
| 13   | 28   | 29   | 30   | 31   |      |      |      |

| April | April | April | April | April | April | April | April |
| Kw    | Mo    | Di    | Mi    | Do    | Fr    | Sa    | So    |
| ----- | ----- | ----- | ----- | ----- | ----- | ----- | ----- |
| 13    |       |       |       |       | 1     | 2     | 3     |
| 14    | 4     | 5     | 6     | 7     | 8     | 9     | 10    |
| 15    | 11    | 12    | 13    | 14    | 15    | 16    | 17    |
| 16    | 18    | 19    | 20    | 21    | 22    | 23    | 24    |
| 17    | 25    | 26    | 27    | 28    | 29    | 30    |       |

| Mai | Mai | Mai | Mai | Mai | Mai | Mai | Mai |
| Kw  | Mo  | Di  | Mi  | Do  | Fr  | Sa  | So  |
| --- | --- | --- | --- | --- | --- | --- | --- |
| 17  |     |     |     |     |     |     | 1   |
| 18  | 2   | 3   | 4   | 5   | 6   | 7   | 8   |
| 19  | 9   | 10  | 11  | 12  | 13  | 14  | 15  |
| 20  | 16  | 17  | 18  | 19  | 20  | 21  | 22  |
| 21  | 23  | 24  | 25  | 26  | 27  | 28  | 29  |
| 22  | 30  | 31  |     |     |     |     |     |

| Juni | Juni | Juni | Juni | Juni | Juni | Juni | Juni |
| Kw   | Mo   | Di   | Mi   | Do   | Fr   | Sa   | So   |
| ---- | ---- | ---- | ---- | ---- | ---- | ---- | ---- |
| 22   |      |      | 1    | 2    | 3    | 4    | 5    |
| 23   | 6    | 7    | 8    | 9    | 10   | 11   | 12   |
| 24   | 13   | 14   | 15   | 16   | 17   | 18   | 19   |
| 25   | 20   | 21   | 22   | 23   | 24   | 25   | 26   |
| 26   | 27   | 28   | 29   | 30   |      |      |      |

| Juli | Juli | Juli | Juli | Juli | Juli | Juli | Juli |
| Kw   | Mo   | Di   | Mi   | Do   | Fr   | Sa   | So   |
| ---- | ---- | ---- | ---- | ---- | ---- | ---- | ---- |
| 26   |      |      |      |      | 1    | 2    | 3    |
| 27   | 4    | 5    | 6    | 7    | 8    | 9    | 10   |
| 28   | 11   | 12   | 13   | 14   | 15   | 16   | 17   |
| 29   | 18   | 19   | 20   | 21   | 22   | 23   | 24   |
| 30   | 25   | 26   | 27   | 28   | 29   | 30   | 31   |

| August | August | August | August | August | August | August | August |
| Kw     | Mo     | Di     | Mi     | Do     | Fr     | Sa     | So     |
| ------ | ------ | ------ | ------ | ------ | ------ | ------ | ------ |
| 31     | 1      | 2      | 3      | 4      | 5      | 6      | 7      |
| 32     | 8      | 9      | 10     | 11     | 12     | 13     | 14     |
| 33     | 15     | 16     | 17     | 18     | 19     | 20     | 21     |
| 34     | 22     | 23     | 24     | 25     | 26     | 27     | 28     |
| 35     | 29     | 30     | 31     |        |        |        |        |

| September | September | September | September | September | September | September | September |
| Kw        | Mo        | Di        | Mi        | Do        | Fr        | Sa        | So        |
| --------- | --------- | --------- | --------- | --------- | --------- | --------- | --------- |
| 35        |           |           |           | 1         | 2         | 3         | 4         |
| 36        | 5         | 6         | 7         | 8         | 9         | 10        | 11        |
| 37        | 12        | 13        | 14        | 15        | 16        | 17        | 18        |
| 38        | 19        | 20        | 21        | 22        | 23        | 24        | 25        |
| 39        | 26        | 27        | 28        | 29        | 30        |           |           |

| Oktober | Oktober | Oktober | Oktober | Oktober | Oktober | Oktober | Oktober |
| Kw      | Mo      | Di      | Mi      | Do      | Fr      | Sa      | So      |
| ------- | ------- | ------- | ------- | ------- | ------- | ------- | ------- |
| 39      |         |         |         |         |         | 1       | 2       |
| 40      | 3       | 4       | 5       | 6       | 7       | 8       | 9       |
| 41      | 10      | 11      | 12      | 13      | 14      | 15      | 16      |
| 42      | 17      | 18      | 19      | 20      | 21      | 22      | 23      |
| 43      | 24      | 25      | 26      | 27      | 28      | 29      | 30      |
| 44      | 31      |         |         |         |         |         |         |

| November | November | November | November | November | November | November | November |
| Kw       | Mo       | Di       | Mi       | Do       | Fr       | Sa       | So       |
| -------- | -------- | -------- | -------- | -------- | -------- | -------- | -------- |
| 44       |          | 1        | 2        | 3        | 4        | 5        | 6        |
| 45       | 7        | 8        | 9        | 10       | 11       | 12       | 13       |
| 46       | 14       | 15       | 16       | 17       | 18       | 19       | 20       |
| 47       | 21       | 22       | 23       | 24       | 25       | 26       | 27       |
| 48       | 28       | 29       | 30       |          |          |          |          |

| Dezember | Dezember | Dezember | Dezember | Dezember | Dezember | Dezember | Dezember |
| Kw       | Mo       | Di       | Mi       | Do       | Fr       | Sa       | So       |
| -------- | -------- | -------- | -------- | -------- | -------- | -------- | -------- |
| 48       |          |          |          | 1        | 2        | 3        | 4        |
| 49       | 5        | 6        | 7        | 8        | 9        | 10       | 11       |
| 50       | 12       | 13       | 14       | 15       | 16       | 17       | 18       |
| 51       | 19       | 20       | 21       | 22       | 23       | 24       | 25       |
| 52       | 26       | 27       | 28       | 29       | 30       | 31       |          |

## Ereignisse

### Politik und Weltgeschehen

#### Iberische Halbinsel

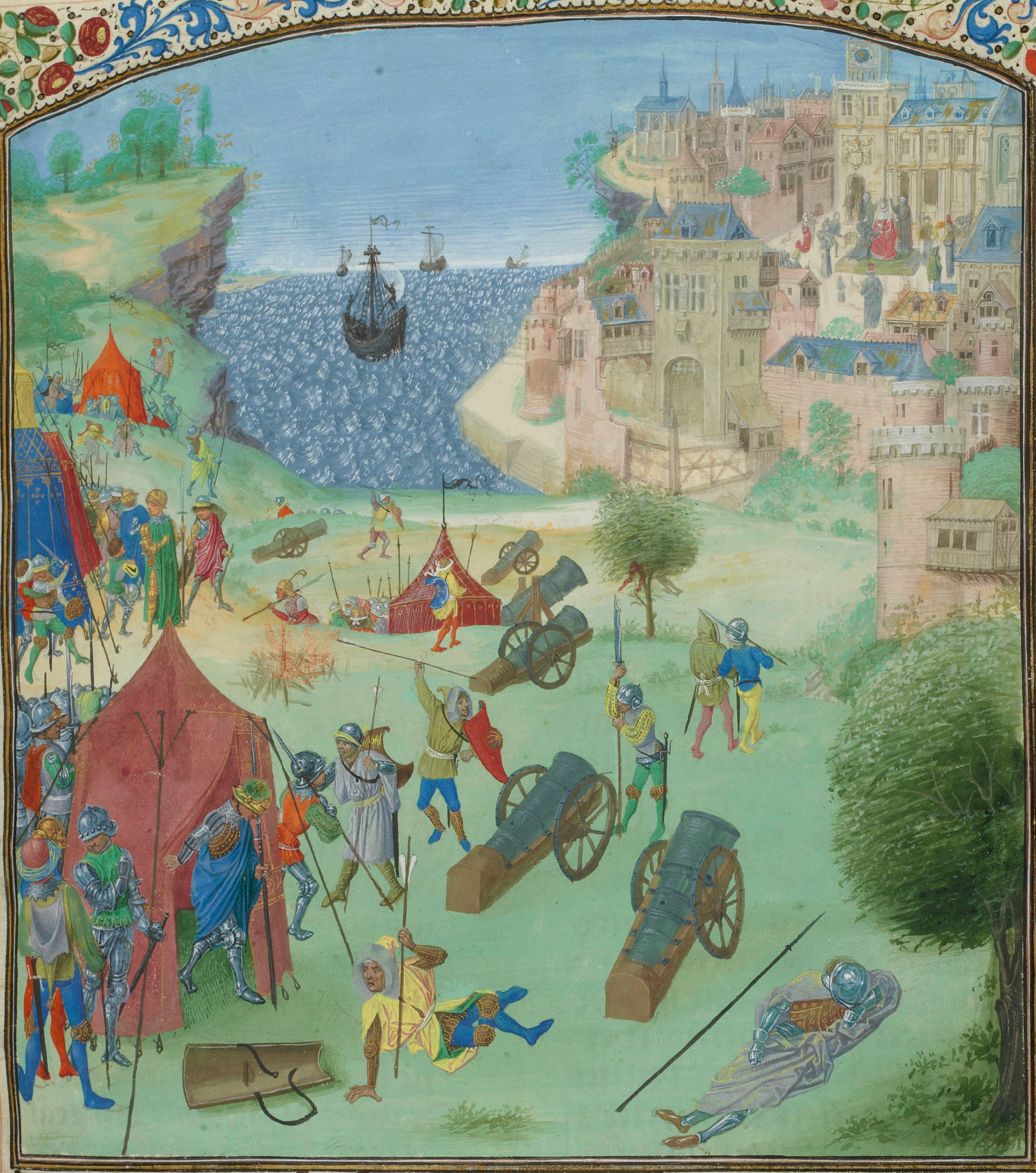
Die Belagerung von Lissabon; aus den Chroniken von Jean Froissart

- 8. April bis 3. September: Lissabon hält unter dem Befehl von Johann von Avis einer mehrmonatigen Belagerung durch Truppen des Königreichs Kastilien-León unter König Johann I. stand, der von Regentin Leonore Teles de Menezes nach ihrem Sturz in der Revolution von 1383 zu Hilfe gerufen worden ist. Als am 22. August im kastilischen Heer die Pest ausbricht, der unter anderen Admiral Fernando Sánchez de Tovar zum Opfer fällt, und auch Johanns Gattin Beatrix von Portugal erkrankt, auf der Johanns Herrschaftsanspruch auf Portugal basiert, ziehen sich die Kastilier zurück.

#### Italien
- 15. Juni: Antoniotto Adorno wird mit Unterstützung der unteren Volksschichten neuerlich Doge von Genua, während in der Stadt die Pest wütet. Er lässt seinen Widersacher Nicolò Guarco in Lerici internieren.

#### Heiliges Römisches Reich
- 7. April: Der Burgdorferkrieg, ein Konflikt zwischen der Stadt Bern und Rudolf II., Graf von Neu-Kyburg, um die Vormacht in der Landgrafschaft Burgund, endet nach einem Jahr: Nach Annahme einer eidgenössischen Vermittlung erwirbt Bern für die von den Eidgenossen im Kaufvertrag vom 5. April festgesetzte hohe Summe von 37.800 Gulden die Städte und Schlösser Burgdorf und Thun. Damit besitzt Bern nun die Tore zum Emmental und Oberland sowie die größten Märkte der Gegend.

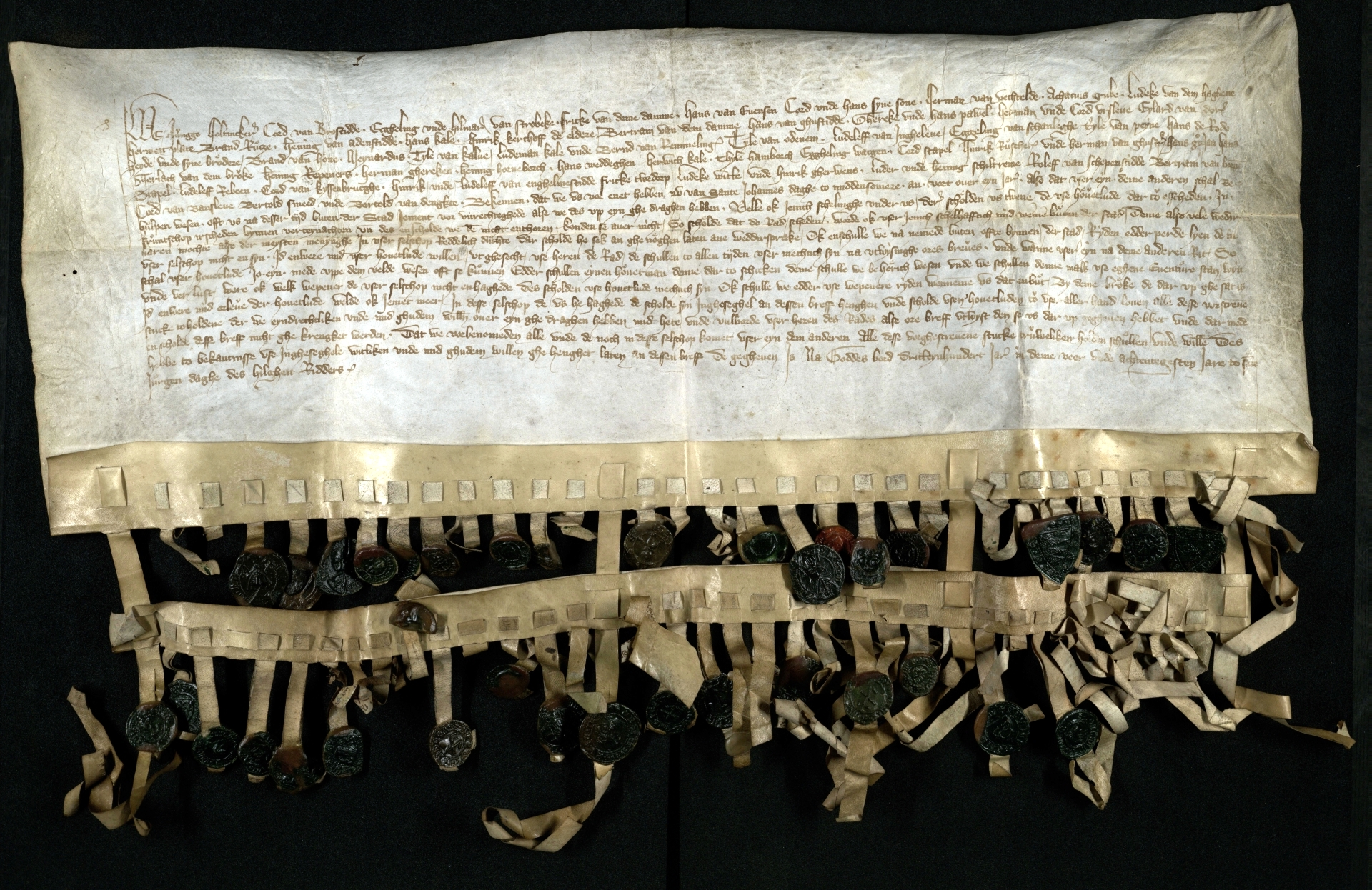
Gründungsurkunde der Lilienvente

- 23. April: In Braunschweig wird die Waffenbruderschaft Lilienvente gegründet.
- 17. September: In der Hansestadt Lübeck unternehmen 60 bis 70 Verschwörer, die überwiegend der Schlachterzunft angehören, unter der Führung des Kaufmanns Hinrik Paternostermaker einen Umsturzversuch gegen den Rat der Stadt. Der Aufstand wurde jedoch bereits am Vortag verraten, 19 Verschwörer werden hingerichtet. Weitere Beteiligte können aus der Stadt fliehen, ihr Besitz wird von der Stadt eingezogen.

#### Osteuropa
- 30. Januar: Im Königsberger Vertrag überträgt der litauischen Fürst Vytautas dem Deutschen Orden die Landschaft Samogitien. Dafür sichert dieser eine militärische Unterstützung für Vytautas im Kampf gegen dessen Cousin und Großfürsten Jogaila zu.

Wappen Jadwigas von Polen

- 15. Oktober: Die elfjährige Hedwig von Anjou wird zur Königin in Polen gekrönt. Ihr Verlöbnis mit Herzog Wilhelm von Habsburg wird nach der Bewilligung durch Papst Bonifatius IX. gegen 200.000 Florinen aufgelöst.

#### Urkundliche Ersterwähnungen
- Die Burg Kriebstein in Sachsen wird in einer Urkunde, in der sich Dietrich von Beerwalde zu ihrem Neubau verpflichtet, erstmals urkundlich erwähnt.
- Langwies wird erstmals urkundlich erwähnt.

### Wirtschaft
- König Wenzel verleiht der Stadt Bautzen das Recht zur Abhaltung eines freien Fleischmarktes in der Vorweihnachtszeit. Dies ist die Geburtsstunde des Bautzener Weihnachtsmarktes, eines der ältesten Weihnachtsmärkte überhaupt.

### Wissenschaft und Technik
- 11. Februar: Der Fürstenstolln im Freiberger Revier wird erstmals in einer Urkunde erwähnt.

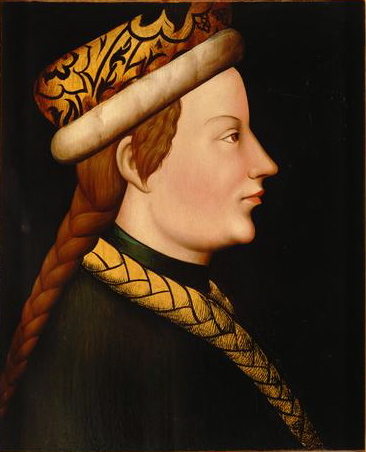
Herzog Albrecht III. von Österreich

- Am 21. Februar wird in Wien von Herzog Albrecht III. die erste Katholisch-Theologische Fakultät im deutschen Sprachraum gegründet.
- Das Herzogskolleg, der erste eigene Gebäudekomplex der Universität Wien, wird gegründet. Bis zu seiner Eröffnung 1385 finden die Vorlesungen wie bisher in der Bürgerschule zu St. Stephan statt.

### Religion
- Otto III. von Schalksberg wird als Nachfolger seines im Vorjahr gestorbenen Bruders Wittekind II. Bischof von Minden.

## Geboren

### Geburtsdatum gesichert
- 31. Juli: Wilhelm I., Graf von Henneberg-Schleusingen († 1426)
- 1. August: Anton, Herzog von Brabant († 1415)
- 14. September: Efrem von Nea Makri, griechischer Märtyrer († 1426)
- 15. November: Stephan Bodecker, Bischof von Brandenburg († 1459)

### Genaues Geburtsdatum unbekannt
- Deshin Shegpa, 5. Karmapa der Karma-Kagyü-Schule des tibetischen Buddhismus († 1415)
- Franziska von Rom, christliche Ordensgründerin und Mystikerin († 1440)
- Hugo von Lannoy, westflämischer Adeliger († 1456)
- Katharina von Pommern-Stolp, Pfalzgräfin von Pfalz-Neumarkt († 1426)
- Ludwig II., Herzog von Brieg und Herzog von Liegnitz († 1436)
- Giovanni Michele Savonarola, italienischer Mediziner, Leibarzt von Niccolò d’Este in Ferrara und Hochschullehrer († 1464)
- John Talbot, englischer Feldherr († 1453)
- Enrique de Villena, spanischer Adeliger, Schriftsteller und Gelehrter († 1434)

### Geboren um 1384
- Dominikus von Preußen, preußischer Kartäuser, geistlicher Schriftsteller und gilt als Schöpfer der heutigen Form des Rosenkranzgebetes († 1460)

## Gestorben

### Todesdatum gesichert
- 18. Januar: Dietrich Bayer von Boppard, Bischof von Worms und Bischof von Metz (* um 1330)
- 30. Januar: Ludwig II., Graf von Flandern (* 1330)
- 14. Mai: Simon von Solms, Domherr in Münster
- 8. Juni: Kan’ami, japanischer Schauspieler, Dramatiker und Musiker (* 1333)
- 8. Juni: Thomas de Ros, englischer Adeliger (* 1336/1337)
- 18. Juli: Beatrice della Scala, Frau von Bernabò Visconti und Herrin von Reggio nell’Emilia
- 6. August: Francesco I. Gattilusio, Archon von Lesbos
- 20. August: Geert Groote, niederländischer Theologe und Bußprediger (* 1340)
- 1. September: Magnus I., Herzog zu Mecklenburg (* um 1345)
- 9. September: Werner von Haselbeck, deutscher Priester, Biograph und Papstsekretär (* vor 1357)
- 10. September: Johanna von Dreux, Gräfin von Penthièvre und Titular-Herzogin der Bretagne (* 1319)
- 20. September: Ludwig I., Titularkönig von Neapel und Jerusalem (* 1339)
- 16. November: Peter II. von Rosenberg, böhmischer Adeliger, Domherr und Propst (* um 1326)
- 23. Dezember: Thomas Preljubović, Fürst von Epirus
- 31. Dezember: John Wyclif, englischer Kirchenreformator (* vor 1330)

### Genaues Todesdatum unbekannt
- Mai: William Douglas, schottischer Adeliger (* um 1330)
- Dezember: Giovanni Fieschi, Kardinal der katholischen Kirche
- Sayyid Ali Hamadani, islamischer Mystiker (* 1314)
- Wilhelm Horborch, deutscher Kanonist
- Lanzarote Pessanha, Oberbefehlshaber der portugiesischen Flotte
- Mechtild von Geldern, Gräfin von Kleve (* um 1324)
- Otto I., Markgraf von Hachberg-Sausenberg (* 1302)
- Hinrik Paternostermaker, Lübecker Aufständischer (* zw. 1330 u. 1337)
- Fernando Sánchez de Tovar, kastilischer Soldat und Admiral

### Gestorben um 1384
- Husseko Hayen, ostfriesischer Häuptling im Stadland
- Gerhard Lewe, Schöffe und Bürgermeister der Reichsstadt Aachen